# Dennis Praet
Dennis Praet, född 14 maj 1994, är en belgisk fotbollsspelare. Han har även representerat Belgiens landslag. Med Anderlecht har Praet vunnit tre belgiska mästerskap (2012, 2013 och 2014).

## Klubbkarriär
Den 8 augusti 2019 värvades Praet av Leicester City, där han skrev på ett femårskontrakt. Den 31 augusti 2021 lånades Praet ut till Torino på ett säsongslån.